# Клансе
Клансе (фр. Clansayes) насеље је и општина у источној Француској у региону Рона-Алпи, у департману Дром која припада префектури Нион.
По подацима из 2011. године у општини је живело 526 становника, а густина насељености је износила 36,35 становника/km². Општина се простире на површини од 14,47 km². Налази се на средњој надморској висини од 208 метара (максималној 348 m, а минималној 87 m).

## Демографија
| 1962. | 1968. | 1975. | 1982. | 1990. | 1999. | 2011. |
| ----- | ----- | ----- | ----- | ----- | ----- | ----- |
| 199   | 212   | 181   | 287   | 408   | 441   | 526   |

График промене броја становника у току последњих година